# Liste der Brücken über die Wigger
Die Liste der Brücken über die Wigger enthält die Wigger-Brücken von der Quelle am Nordhang des Napfs in Hergiswil bei Willisau bis zur Mündung beim Wiggerspitz zwischen Rothrist und Aarburg in die Aare.

## Brückenliste
116 Übergänge überspannen den Fluss: 78 Strassen- und Feldwegbrücken, 30 Fussgänger- und Velobrücken, drei Eisenbahnbrücken, zwei gedeckte Parkhaus-Übergänge, ein Wehrsteg, eine Rohrbrücke und eine Gebäude-«Brücke».

### Hergiswil bei Willisau
27 Übergänge überspannen die Änziwigger in der Gemeinde Hergiswil bei Willisau.
| Bild | Name                                 | Ort                    | Lage | Funktion                                                                        | Konstruktion | Material    | Länge in m | Höhe m ü. M. | Bemerkungen |
| ---- | ------------------------------------ | ---------------------- | ---- | ------------------------------------------------------------------------------- | ------------ | ----------- | ---------- | ------------ | --- |
|      | Unbenannte Brücke                    | Hergiswil bei Willisau |      | Feldwegbrücke                                                                   | Balkenbrücke | Beton       | 10         | 846          | |
|      | Waldegg-Brücke (Gmeinalp)            | Hergiswil bei Willisau |      | Strassenbrücke (zweispurig)                                                     | Balkenbrücke | Beton       | 10         | 779          | Veloland-Route 399 Herzschlaufe Napf (Etappe 3 Entlebuch–Willisau) Luzerner Wanderweg Höll–Gmeinalp Wissebach-Zufluss flussabwärts von rechts                                                                     |
|      | Küferhüsli-Brücke (Zibelerhüsli)     | Hergiswil bei Willisau |      | Strassenbrücke (zweispurig)                                                     | Balkenbrücke | Beton Stein | 8          | 767          | Brücke wurde 2018 ersetzt Höchstgeschwindigkeit 80 km/h Riterelochbach-Zufluss von rechts |
|      | Unbenannter Steg                     | Hergiswil bei Willisau |      | Fussgängerbrücke                                                                | Balkenbrücke | Stahl       | 5          | 762          | Gebaut 2016 |
|      | Unterberg-Brücke                     | Hergiswil bei Willisau |      | Feldwegbrücke                                                                   | Balkenbrücke | Beton       | 7          | 739          | Sackgasse Luzerner Wanderweg Hübeli–Ober Graus |
|      | Fröschenloch-Brücke                  | Hergiswil bei Willisau |      | Strassenbrücke (einspurig)                                                      | Balkenbrücke | Stahl       | 5          | 737          | |
|      | Hübelistrasse-Brücke (Sagenmattweid) | Hergiswil bei Willisau |      | Strassenbrücke (zweispurig)                                                     | Balkenbrücke | Beton       | 8          | 735          | Höchstgeschwindigkeit 80 km/h Luzerner Wanderweg Hübeli–Ober Graus |
|      | Unbenannte Brücke                    | Hergiswil bei Willisau |      | Feldwegbrücke mit Metallschranke                                                | Balkenbrücke | Holz        | 8          | 724          | |
|      | Nachthaus-Brücke                     | Hergiswil bei Willisau |      | Strassenbrücke (zweispurig)                                                     | Balkenbrücke | Beton       | 8          | 721          | |
|      | Unbenannter Steg                     | Hergiswil bei Willisau |      | Fussgängerbrücke mit abschliessbarer Holzschranke                               | Balkenbrücke | Stahl Holz  | 14         | 717          | Zugang zum Skilift Hübeli |
|      | Sagiacher-Brücke                     | Hergiswil bei Willisau |      | Strassenbrücke (zweispurig)                                                     | Bogenbrücke  | Stein Beton | 12         | 704          | Höchstgeschwindigkeit 50 km/h Luzerner Wanderwege Hübeli–Chanzelsagen und Hübeli–Hergiswil |
|      | Unbenannte Brücke                    | Hergiswil bei Willisau |      | Feldwegbrücke                                                                   | Balkenbrücke | Beton       | 8          | 695          | Höchstgewicht 20 t |
|      | Unbenannte Brücke                    | Hergiswil bei Willisau |      | Strassenbrücke (zweispurig)                                                     | Balkenbrücke | Beton       | 12         | 685          | |
|      | Luegmatt-Brücke                      | Hergiswil bei Willisau |      | Strassenbrücke (zweispurig)                                                     | Balkenbrücke | Beton       | 9          | 670          | Gebaut 2002 Luzerner Wanderweg Hübeli–Hergiswil Milch-Kräuter-Käseweg |
|      | Unbenannter Steg                     | Hergiswil bei Willisau |      | Fussgängerbrücke                                                                | Balkenbrücke | Beton       | 16         | 658          | |
|      | Unterskapstrasse-Brücke              | Hergiswil bei Willisau |      | Strassenbrücke (zweispurig) mit abgetrenntem Trottoir                           | Balkenbrücke | Beton       | 10         | 658          | Mountainbike-Route 77 Napf Bike (Etappe 3 Napf (Stächelegg)–Luzern) Luzerner Wanderwege Hergiswil–Opfersbüel und Hergiswil–Hübeli Milch-Kräuter-Käseweg                                                           |
|      | Schützemättli-Brücke                 | Hergiswil bei Willisau |      | Strassenbrücke (einspurig) mit Rohrleitungen an der Brückenseite                | Balkenbrücke | Beton       | 8          | 650          | Milch-Kräuter-Käseweg |
|      | Steinacher-Brücke                    | Hergiswil bei Willisau |      | Strassenbrücke (einspurig)                                                      | Balkenbrücke | Beton       | 5          | 649          | Allgemeines Fahrverbot: Ausgenommen Zubringer und Velofahrer Wanderweg |
|      | Unbenannter Steg                     | Hergiswil bei Willisau |      | Fussgängerbrücke                                                                | Balkenbrücke | Beton       | 8          | 648          | Übergang ist nicht behindertengerecht (Stufe). |
|      | Grütstrasse-Brücke                   | Hergiswil bei Willisau |      | Strassenbrücke (zweispurig) mit Trottoir und Rohrleitungen an den Brückenseiten | Balkenbrücke | Beton       | 8          | 646          | Kinder: Schule Höchstgewicht 28 t Mountainbike-Route 77 Napf Bike (Etappe 3 Napf (Stächelegg)–Luzern) Veloland-Route 399 Herzschlaufe Napf (Etappe 3 Entlebuch–Willisau) Rundwanderung Hergiswil–Birchbüel–Honegg |
|      | Unbenannte Brücke                    | Hergiswil bei Willisau |      | Strassenbrücke (zweispurig)                                                     | Balkenbrücke | Beton       | 8          | 645          | Zufahrt zur Kirche St. Johannes der Täufer |
|      | Unbenannte Brücke                    | Hergiswil bei Willisau |      | Strassenbrücke (zweispurig)                                                     | Balkenbrücke | Beton       | 8          | 643          | |
|      | Unbenannte Brücke                    | Hergiswil bei Willisau |      | Strassenbrücke (zweispurig)                                                     | Balkenbrücke | Beton       | 8          | 641          | Höchstgeschwindigkeit 50 km/h |
|      | Unbenannter Steg                     | Hergiswil bei Willisau |      | Fussgängerbrücke                                                                | Balkenbrücke | Stahl       | 8          | 631          | |
|      | Bauacherstrasse-Brücke               | Hergiswil bei Willisau |      | Strassenbrücke (zweispurig)                                                     | Balkenbrücke | Beton       | 12         | 625          | Rundwanderung Hergiswil–Birchbüel–Honegg |
|      | Unbenannte Brücke                    | Hergiswil bei Willisau |      | Strassenbrücke (zweispurig)                                                     | Balkenbrücke | Beton       | 12         | 615          | |
|      | Unbenannte Brücke                    | Hergiswil bei Willisau |      | Fussgängerbrücke                                                                | Balkenbrücke | Stahl       | 12         | 612          | Rundwanderung Hergiswil–Birchbüel–Honegg |

### Willisau
30 Übergänge überspannen den Fluss in der Gemeinde Willisau.
| Bild | Name                            | Ort      | Lage | Funktion                                  | Konstruktion  | Material   | Länge in m | Höhe m ü. M. | Bemerkungen |
| ---- | ------------------------------- | -------- | ---- | ----------------------------------------- | ------------- | ---------- | ---------- | ------------ | --- |
|      | Stockmatt-Brücke                | Willisau |      | Strassenbrücke (zweispurig)               | Balkenbrücke  | Beton      | 15         | 610          | |
|      | Mättebergstrasse-Brücke         | Willisau |      | Strassenbrücke (zweispurig)               | Balkenbrücke  | Beton      | 15         | 603          | Verbot für Lastwagen Rundwanderung Hergiswil–Birchbüel–Honegg Luzerner Wanderweg Willisau (Schwyzermatt)–Hergiswil                                                                                          |
|      | Unbenannte Brücke               | Willisau |      | Fussgängerbrücke                          | Balkenbrücke  | Holz       | 10         | 601          | Übergang zur Feuerstelle Breiten. |
|      | Vogelhof-Brücke                 | Willisau |      | Strassenbrücke (zweispurig)               | Balkenbrücke  | Beton      | 10         | 591          | Luzerner Wanderwege Willisau (Schwyzermatt)–Hergiswil und Birchbüel–Honegg–Willisau |
|      | Wiggernweg-Brücke               | Willisau |      | Feldwegbrücke                             | Balkenbrücke  | Beton      | 10         | 587          | Luzerner Wanderwege Willisau (Schwyzermatt)–Hergiswil und Birchbüel–Honegg–Willisau |
|      | Unbenannte Brücke               | Willisau |      | Feldwegbrücke                             | Balkenbrücke  | Beton      | 10         | 583          | Nordic-Walking Hirsern-Trail |
|      | Unbenannter Steg                | Willisau |      | Fussgängerbrücke                          | Balkenbrücke  | Holz       | 12         | 576          | Nordic-Walking Hirsern-Trail Wanderweg Jubiläumsweg Luzerner Wanderwege Willisau (Schwyzermatt)–Hergiswil und Birchbüel–Honegg–Willisau                                                                     |
|      | Schwyzermatt-Brücke             | Willisau |      | Strassenbrücke (zweispurig)               | Balkenbrücke  | Beton      | 20         | 574          | Wanderweg |
|      | Unbenannter Steg                | Willisau |      | Fussgänger- und Velobrücke                | Balkenbrücke  | Stahl Holz | 15         | 568          | Gebaut 2012 |
|      | Unbenannte Brücke               | Willisau |      | Strassenbrücke (zweispurig) mit Trottoirs | Balkenbrücke  | Beton      | 10         | 566          | Höchstgeschwindigkeit 30 km/h |
|      | Unbenannte Brücke               | Willisau |      | Strassenbrücke (zweispurig)               | Balkenbrücke  | Beton      | 5          | 565          | Höchstgeschwindigkeit 30 km/h |
|      | Unbenannter Steg                | Willisau |      | Fussgängerbrücke                          | Balkenbrücke  | Beton      | 5          | 563          | Metallpoller dienen als Durchfahrtssperre |
|      | Zehntenplatz-Brücke             | Willisau |      | Strassenbrücke (zweispurig) mit Trottoirs | Balkenbrücke  | Beton      | 10         | 562          | Gebaut 2008 Höchstgeschwindigkeit 30 km/h Veloland-Route 99 Herzroute (Etappe 6 Burgdorf–Willisau) Veloland-Route 399 Herzschlaufe Napf (Etappe 1 Willisau–Langnau) PostAuto-Buslinie 272 (Willisau–Hübeli) |
|      | Unbenannte Brücke               | Willisau |      | Fussgängerbrücke                          | Balkenbrücke  | Beton      | 6          | 561          | Wanderland-Route 4 ViaJacobi (Etappe 27 Willisau–Huttwil) |
|      | Unbenannter Steg                | Willisau |      | Fussgängerbrücke                          | Balkenbrücke  | Beton      | 6          | 560          | |
|      | Grabenweg-9-Gebäude             | Willisau |      | Gebäude-«Brücke»                          | Bachdurchlass | Beton      | 8          | 560          | Gebaut 1863/64 Der Fabrikbau ist im Kantonalen Bauinventar als erhaltenswert aufgeführt. |
|      | Unbenannte Brücke               | Willisau |      | Strassenbrücke (einspurig)                | Balkenbrücke  | Beton      | 5          | 560          | Zufahrt zu Privatparkplatz |
|      | Adlermatte-Brücke               | Willisau |      | Strassenbrücke (zweispurig)               | Balkenbrücke  | Beton      | 5          | 559          | Begegnungszone Höchstgeschwindigkeit 20 km/h |
|      | Löwenbrücke (Kreisel‑Bruggmatt) | Willisau |      | Strassenbrücke (Kreisel) mit Trottoirs 40 | Bachdurchlass | Beton      | 30         | 557          | Höchstgeschwindigkeit 50 km/h PostAuto-Buslinien 63 (Sursee–Käppelimatt bei Willisau), 271 (Dagmersellen–Willisau) und 272 (Willisau–Hübeli)                                                                |
|      | Unbenannter Steg                | Willisau |      | Fussgängerbrücke                          | Balkenbrücke  | Beton      | 8          | 555          | Eisglätte Kein öffentlicher Durchgang, Betreten auf eigene Gefahr Durchgang ist nicht behindertengerecht (Stufen).                                                                                          |
|      | Kreuzbrücke                     | Willisau |      | Strassenbrücke (zweispurig) mit Trottoirs | Balkenbrücke  | Beton      | 7          | 554          | Höchstgeschwindigkeit 30 km/h PostAuto-Buslinien 63 (Sursee–Käppelimatt bei Willisau), 66 (Sursee–Willisau Bahnhof), 271 (Dagmersellen–Willisau), 272 (Willisau–Hübeli) und 277 (Willisau–Dagmersellen)     |
|      | BLS-Brücke                      | Willisau |      | Eisenbahnbrücke (zweigleisig)             | Balkenbrücke  | Beton      | 8          | 554          | Höchstgeschwindigkeit 60 km/h Bahnstrecke Langenthal–Wolhusen |
|      | Unbenannte Brücke               | Willisau |      | Fussgängerbrücke                          | Balkenbrücke  | Stahl      | 10         | 552          | |
|      | Unbenannte Brücke               | Willisau |      | Fussgänger- und Velobrücke                | Balkenbrücke  | Beton      | 25         | 552          | Gebaut 1998 Skatingland-Route 60 Luzernerland Skate (Sursee–Wolhusen) Wanderweg Jubiläumsweg |
|      | Hauptstrasse-Brücke             | Willisau |      | Strassenbrücke (zweispurig) 11            | Balkenbrücke  | Beton      | 25         | 552          | Höchstgeschwindigkeit 60 km/h |
|      | Unbenannter Steg                | Willisau |      | Fussgängerbrücke mit Metallschranke       | Balkenbrücke  | Stahl      | 15         | 550          | |
|      | Hasenburgstrasse-Brücke         | Willisau |      | Strassenbrücke (zweispurig)               | Balkenbrücke  | Beton      | 14         | 549          | Veloland-Route 38 Luzerner Hinterland–Rigi (Etappe 1 Zofingen (Pfaffnau)–Willisau) Wanderweg |
|      | Unter‑Hasenburg-Brücke          | Willisau |      | Strassenbrücke (einspurig)                | Balkenbrücke  | Beton      | 16         | 546          | |
|      | Wydematt-Brücke                 | Willisau |      | Strassenbrücke (einspurig)                | Balkenbrücke  | Beton      | 18         | 542          | Höchstgeschwindigkeit 60 km/h |
|      | Unbenannte Brücke               | Willisau |      | Fussgängerbrücke                          | Balkenbrücke  | Beton      | 18         | 539          | |

### Unteres Luzerner Wiggertal
38 Übergänge überspannen den Fluss von Alberswil bis Reiden.
| Bild | Name                                    | Ort                  | Lage | Funktion | Konstruktion  | Material   | Länge in m | Höhe m ü. M. | Bemerkungen |
| ---- | --------------------------------------- | -------------------- | ---- | --- | ------------- | ---------- | ---------- | ------------ | --- |
|      | Wydenmühle-Brücke (Willisauerstrasse)   | Alberswil            |      | Strassenbrücke (zweispurig) mit Trottoir 11 | Balkenbrücke  | Beton      | 40         | 535          | Höchstgeschwindigkeit 80 km/h Skatingland-Route 60 Luzernerland Skate (Sursee–Wolhusen) Veloland-Route 38 Luzerner Hinterland–Rigi (Etappe 1 Zofingen (Pfaffnau)–Willisau) und ein Wanderweg unterqueren die Brücke auf der linken Flussseite. |
|      | Burgrain-Brücke (Gettnauerstrasse)      | Alberswil            |      | Strassenbrücke (zweispurig) mit Trottoir 18 | Balkenbrücke  | Beton      | 11         | 529          | Höchstgeschwindigkeit 60 km/h |
|      | Alberswil-Brücke (Willisauerstrasse)    | Alberswil            |      | Strassenbrücke (dreispurig) mit Trottoirs, einspurig Fahrtrichtung Schötz, zweispurig Fahrtrichtung Willisau mit Abzweigspur zur Ettiswilerstrasse 11           | Bachdurchlass | Beton      | 10         | 522          | Gebaut 1984 Höchstgeschwindigkeit 50 km/h Skatingland-Route 60 Luzernerland Skate (Sursee–Wolhusen) Veloland-Route 94 L'Areuse–Emme–Sihl (Etappe 4 Huttwil–Hochdorf (Urswil)) Planetenweg – Dem Wasser entlang von Willisau nach Schötz PostAuto-Buslinien 271 (Dagmersellen–Willisau), 275 (Ebersecken–Ettiswil) und 277 (Willisau–Dagmersellen) |
|      | Unbenannte Brücke                       | Alberswil            |      | Fussgängerbrücke | Bogenbrücke   | Beton      | 10         | 520          | Gebaut 1987 |
|      | Unbenannte Brücke                       | Alberswil            |      | Fussgängerbrücke | Balkenbrücke  | Stahl Holz | 24         | 519          | |
|      | Hausmattstrasse-Brücke                  | Alberswil            |      | Strassenbrücke (einspurig) | Balkenbrücke  | Beton      | 18         | 519          | Gebaut 1986 Höchstgeschwindigkeit 50 km/h |
|      | Unterfeldstrasse-Brücke                 | Alberswil            |      | Strassenbrücke (einspurig) | Balkenbrücke  | Beton      | 15         | 517          | Höchstgeschwindigkeit 50 km/h |
|      | Unbenannte Brücke                       | Ettiswil             |      | Feldwegbrücke | Balkenbrücke  | Beton      | 20         | 515          | Veloland-Route 73 Wiggertal–Glaubenberg (Etappe 1 Olten (Aarburg)–Wolhusen (Werthenstein)) |
|      | Hostrisstrasse-Brücke                   | Schötz               |      | Strassenbrücke (zweispurig) mit Trottoir | Balkenbrücke  | Beton      | 30         | 513          | Höchstgeschwindigkeit 60 km/h |
|      | Sonnmatthof-Brücke                      | Schötz               |      | Strassenbrücke (einspurig) | Balkenbrücke  | Beton      | 20         | 511          | Höchstgeschwindigkeit 60 km/h Veloland-Route 73 Wiggertal–Glaubenberg (Etappe 1 Olten (Aarburg)–Wolhusen (Werthenstein)) |
|      | Moos-Brücke                             | Schötz               |      | Strassenbrücke (zweispurig) | Balkenbrücke  | Beton      | 22         | 508          | Höchstgeschwindigkeit 50 km/h |
|      | Wissenhusen-Brücke                      | Schötz               |      | Strassenbrücke (zweispurig) mit Trottoir | Balkenbrücke  | Beton      | 25         | 504          | Höchstgeschwindigkeit 50 km/h Veloland-Route 73 Wiggertal–Glaubenberg (Etappe 1 Olten (Aarburg)–Wolhusen (Werthenstein)) Wanderung Weg am Wasser – Ein Bach lebt Luzerner Wanderwege Moos–Wissehuse und Wässermatte–Wissehuse |
|      | Ronstrasse-Brücke                       | Schötz               |      | Strassenbrücke (einspurig) | Balkenbrücke  | Beton      | 20         | 503          | Höchstgeschwindigkeit 50 km/h Veloland-Route 73 Wiggertal–Glaubenberg (Etappe 1 Olten (Aarburg)–Wolhusen (Werthenstein)) Wanderung Weg am Wasser – Ein Bach lebt Motivationspfad «a de Wegere» Luzerner Wanderweg Ronmüli–Wissehuse |
|      | Wiggerbrücke Egolzwil (Sentmattstrasse) | Egolzwil             |      | Strassenbrücke (einspurig) | Balkenbrücke  | Beton Holz | 20         | 499          | Gebaut 2006, ersetzte beim Augustunwetter 2005 zerstörte Betonbrücke Verbot für Lastwagen: Zubringerdienst gestattet Höchstgeschwindigkeit 80 km/h |
|      | Grossmatt-Brücke                        | Egolzwil             |      | Strassenbrücke (einspurig) | Balkenbrücke  | Beton      | 20         | 496          | Höchstgeschwindigkeit 60 km/h Motivationspfad «a de Wegere» Hydrometrische Messstation Nr. 41 des Kantons Luzern befindet sich unterhalb der Brücke auf der rechten Flussseite. |
|      | Migros‑Verteilbetrieb‑Süd-Brücke        | Nebikon              |      | Strassenbrücke (zweispurig) mit Eisenbahngleis | Balkenbrücke  | Beton      | 18         | 492          | Einfahrt verboten (vom Fabrikareal) Betreten des Betriebsgeländes für Unbefugte verboten, Rauchverbot auf dem ganzen Areal |
|      | Migros‑Verteilbetrieb‑Nord-Brücke       | Nebikon              |      | Strassenbrücke (zweispurig) | Balkenbrücke  | Beton      | 16         | 491          | Einfahrt verboten (zum Fabrikareal) Betreten des Betriebsgeländes für Unbefugte verboten, Rauchverbot auf dem ganzen Areal |
|      | Bahnhofstrasse-Brücke                   | Nebikon              |      | Strassenbrücke (zweispurig) mit Trottoirs und Rohrleitung an der Brückenseite                                                                                   | Balkenbrücke  | Beton      | 14         | 489          | Höchstgeschwindigkeit 60 km/h PostAuto-Buslinien 271 (Dagmersellen–Willisau), 275 (Ebersecken–Ettiswil) und 277 (Willisau–Dagmersellen) Motivationspfad «a de Wegere» |
|      | Unbenannter Steg                        | Nebikon              |      | Fussgängerbrücke | Balkenbrücke  | Beton      | 16         | 488          | |
|      | Unbenannte Brücke                       | Nebikon              |      | Fussgänger- und Velobrücke | Balkenbrücke  | Beton      | 15         | 487          | Veloland-Route 73 Wiggertal–Glaubenberg (Etappe 1 Olten (Aarburg)–Wolhusen (Werthenstein)) Luzerner Wanderweg Nebikon–Altishofen |
|      | Egolzwilerstrasse-Brücke                | Nebikon              |      | Strassenbrücke (dreispurig) mit Trottoirs, einspurig Fahrtrichtung Nebikon Vorstatt, zweispurig Fahrtrichtung Nebikon Zentrum mit Abzweigspur zur Schürmatte 44 | Balkenbrücke  | Beton      | 25         | 486          | Höchstgeschwindigkeit 50 km/h PostAuto-Buslinien 271 (Dagmersellen–Willisau) und 277 (Willisau–Dagmersellen) |
|      | Galliker‑Car‑Expert‑Center-Brücke       | Altishofen – Nebikon |      | Befahrbare Verbindungsbrücke | Balkenbrücke  | Stahl      | 40         | 485          | Gebaut 2019 |
|      | Unbenannte Brücke                       | Altishofen – Nebikon |      | Fussgängerbrücke | Balkenbrücke  | Beton      | 23         | 484          | Gebaut 2004 Betreten für Unberechtigte verboten Private Brücke mit Metallpoller und Schranke Zugang zum Galliker-Areal. |
|      | Galliker‑Car‑Terminal-Brücke            | Altishofen – Nebikon |      | Befahrbare Verbindungsbrücke | Balkenbrücke  | Stahl      | 48         | 483          | Gebaut 2016 |
|      | Unbenannte Brücke                       | Altishofen           |      | Fussgänger- und Velobrücke | Balkenbrücke  | Beton      | 20         | 483          | Verbot für Motorwagen und Motorräder |
|      | Kantonsstrasse-Brücke                   | Altishofen           |      | Strassenbrücke (zweispurig) mit Trottoir 11 | Balkenbrücke  | Beton      | 120        | 480          | Höchstgeschwindigkeit 80 km/h PostAuto-Buslinien 271 (Dagmersellen–Willisau) und 277 (Willisau–Dagmersellen) Brücke überspannt auch die Bahnstrecke Olten–Luzern |
|      | Wigger-Brücke (Wigerebrugg)             | Altishofen           |      | Strassenbrücke (zweispurig) mit Rohrleitung unterhalb der Brücke                                                                                                | Balkenbrücke  | Beton      | 25         | 479          | Gebaut 1982, ersetzte die alte in den 1830er Jahren gebaute Steinbogenbrücke. Höchstgeschwindigkeit 60 km/h |
|      | Unbenannter Steg                        | Altishofen           |      | Fussgängerbrücke | Balkenbrücke  | Holz       | 20         | 476          | Verbot für Tiere (Pferd) |
|      | Unterfeldstrasse-Brücke                 | Dagmersellen         |      | Strassenbrücke (einspurig) | Balkenbrücke  | Beton      | 25         | 474          | Veloland-Route 73 Wiggertal–Glaubenberg (Etappe 1 Olten (Aarburg)–Wolhusen (Werthenstein)) |
|      | A2‑Brücke                               | Dagmersellen         |      | Autobahnbrücke (vierspurig) | Balkenbrücke  | Beton      | 65         | 473          | Höchstgeschwindigkeit 120 km/h Veloland-Route 73 Wiggertal–Glaubenberg (Etappe 1 Olten (Aarburg)–Wolhusen (Werthenstein)) unterquert die Brücke auf der rechten Flussseite. |
|      | Sagenstrasse-Brücke                     | Dagmersellen         |      | Strassenbrücke (zweispurig) mit Trottoirs | Balkenbrücke  | Beton      | 25         | 472          | Höchstgeschwindigkeit 60 km/h Veloland-Route 73 Wiggertal–Glaubenberg (Etappe 1 Olten (Aarburg)–Wolhusen (Werthenstein)) Luzerner Wanderwege Wiggeruferweg und Richenthal–Dagmersellen |
|      | Langnauerstrasse-Brücke                 | Dagmersellen         |      | Strassenbrücke (zweispurig) mit Trottoirs | Balkenbrücke  | Beton      | 25         | 471          | Höchstgeschwindigkeit 80 km/h Veloland-Route 84 Mittelländer Hügelroute (Etappe 2 Langenthal–Sursee) |
|      | Unbenannte Brücke                       | Dagmersellen         |      | Strassenbrücke (einspurig) | Balkenbrücke  | Beton      | 23         | 467          | Höchstgeschwindigkeit 60 km/h |
|      | Wiggergasse-Brücke                      | Reiden               |      | Strassenbrücke (zweispurig) | Balkenbrücke  | Beton      | 24         | 465          | Verbot für Lastwagen: Zubringerdienst gestattet Höchstgeschwindigkeit 60 km/h Veloland-Route 73 Wiggertal–Glaubenberg (Etappe 1 Olten (Aarburg)–Wolhusen (Werthenstein)) Veloland-Route 84 Mittelländer Hügelroute (Etappe 2 Langenthal–Sursee) Luzerner Wanderweg Wiggeruferweg                                                                  |
|      | Unbenannter Steg                        | Reiden               |      | Fussgängerbrücke | Balkenbrücke  | Stahl      | 16         | 462          | Luzerner Wanderweg Wiggeruferweg |
|      | Unterwasserstrasse-Brücke               | Reiden               |      | Strassenbrücke (zweispurig) mit Trottoirs 45 | Balkenbrücke  | Beton      | 25         | 459          | Höchstgeschwindigkeit 60 km/h Veloland-Route 73 Wiggertal–Glaubenberg (Etappe 1 Olten (Aarburg)–Wolhusen (Werthenstein)) Veloland-Route 84 Mittelländer Hügelroute (Etappe 2 Langenthal–Sursee) Wanderweg Reiden–Langnau AVA-Buslinie 9 (Reiden–Richenthal)                                                                                       |
|      | Unbenannte Brücke                       | Reiden               |      | Fussgängerbrücke | Balkenbrücke  | Beton      | 22         | 456          | |
|      | Pfaffnauerstrasse-Brücke                | Reiden               |      | Strassenbrücke (zweispurig) mit Trottoir 46 | Balkenbrücke  | Beton      | 23         | 454          | Höchstgeschwindigkeit 60 km/h Veloland-Route 73 Wiggertal–Glaubenberg (Etappe 1 Olten (Aarburg)–Wolhusen (Werthenstein)) Veloland-Route 84 Mittelländer Hügelroute (Etappe 2 Langenthal–Sursee) AVA-Buslinie 8 (Reiden–St. Urban) |

### Aargauer Wiggertal
21 Übergänge überspannen den Fluss im Kanton Aargau.
| Bild | Name                                             | Ort                     | Lage | Funktion | Konstruktion     | Material    | Länge in m | Höhe m ü. M. | Bemerkungen |
| ---- | ------------------------------------------------ | ----------------------- | ---- | --- | ---------------- | ----------- | ---------- | ------------ | --- |
|      | Unbenannte Brücke                                | Brittnau                |      | Strassenbrücke (zweispurig) | Balkenbrücke     | Beton       | 30         | 451          | Veloland-Route 73 Wiggertal–Glaubenberg (Etappe 1 Olten (Aarburg)–Wolhusen (Werthenstein)) Veloland-Route 84 Mittelländer Hügelroute (Etappe 2 Langenthal–Sursee)                                                                                                  |
|      | Wiggernbrücke (Strählgasse)                      | Brittnau                |      | Strassenbrücke (zweispurig) mit Trottoir und zwei Sitzbänken 307                                                                                              | Balkenbrücke     | Beton       | 18         | 441          | Gebaut 2008 Bauwerksnummer B‑167 Höchstgeschwindigkeit 50 km/h Wanderweg Station Brittnau–Wikon–Brittnau Limmat Bus-Buslinie 4 Brittnau–Zofingen |
|      | Bifangbrücke                                     | Brittnau                |      | Fussgängerbrücke | Fachwerkbrücke   | Stahl       | 35         | 438          | Gebaut 2008–2010 Bauwerksnummer B‑6106 Verbot für Motorwagen und Motorräder Verbot für Tiere (Pferd) Metallpoller dienen als Durchfahrtssperre |
|      | Unbenannter Steg                                 | Brittnau                |      | Fussgänger- und Velobrücke | Balkenbrücke     | Beton       | 25         | 436          | Verbot für Motorwagen und Motorräder Veloland-Route 73 Wiggertal–Glaubenberg (Etappe 1 Olten (Aarburg)–Wolhusen (Werthenstein)) |
|      | Hardstrasse-Brücke                               | Brittnau                |      | Strassenbrücke (zweispurig) mit Trottoir und Rohrleitungen unterhalb der Brücke                                                                               | Balkenbrücke     | Beton       | 80         | 433          | Bauwerksnummer N2‑105 Höchstgeschwindigkeit 50 km/h Veloland-Route 73 Wiggertal–Glaubenberg (Etappe 1 Olten (Aarburg)–Wolhusen (Werthenstein)) unterquert die Brücke auf der rechten Flussseite. Die Brücke überquert auch die A2-Autobahn.                        |
|      | Strengelbacherstrasse-Brücke (Brücke K233)       | Strengelbach – Zofingen |      | Strassenbrücke (zweispurig) mit Trottoirs 255 233 | Balkenbrücke     | Beton       | 85         | 431          | Bauwerksnummer N2‑104 Höchstgeschwindigkeit 50 km/h Limmat Bus-Buslinien 4 (Brittnau–Zofingen) und 6 (Rothrist–Zofingen) Wanderweg Strengelbach–Zofingen Die Brücke überquert auch die A2-Autobahn. 55 m flussabwärts mündet die Altachen von rechts in den Fluss. |
|      | Unbenannte Brücke                                | Strengelbach – Zofingen |      | Fussgängerbrücke mit abschliessbarem Tor | Balkenbrücke     | Stahl       | 20         | 427          | Privater Übergang zur A2-Autobahn im Notfall Die hydrometrische Messstation Wigger - Zofingen (2450) vom Bundesamt für Umwelt (BAFU) befindet sich 80 m flussabwärts auf der rechten Flussseite.                                                                   |
|      | Untere‑Hauptstrasse-Brücke (Henzmannstrasse)     | Strengelbach – Zofingen |      | Strassenbrücke (zweispurig) mit Trottoirs | Balkenbrücke     | Beton       | 80         | 423          | Bauwerksnummer N2‑103 Höchstgeschwindigkeit 50 km/h Limmat Bus-Buslinie 4 Brittnau–Zofingen Wanderweg Strengelbach–Zofingen Die Brücke überquert auch die A2-Autobahn.                                                                                             |
|      | Unbenannte Brücke                                | Strengelbach – Zofingen |      | Strassenbrücke (einspurig) mit Rohrleitungen unterhalb der Brücke                                                                                             | Balkenbrücke     | Beton       | 16         | 425          | Allgemeines Fahrverbot: Ausgenommen Velofahrer Hinweistafel: Befahren und überqueren der Brücke auf eigene Gefahr! Zufahrt zum Areal Bleiche. |
|      | Webereiweg-Brücke                                | Strengelbach – Zofingen |      | Strassenbrücke (zweispurig) | Balkenbrücke     | Beton       | 35         | 424          | Höchstgeschwindigkeit 50 km/h Limmat Bus-Buslinie 3 (Rothrist–Zofingen) |
|      | Aeschwuhr-Wehrsteg                               | Strengelbach – Zofingen |      | Wehrbrücke | Balkenbrücke     | Stahl       | 14         | 421          | Das Stauwehr wurde in den 1920er Jahren als Ersatz einer älteren Anlage errichtet. Das Wehr leitet Wasser in den Mühletych-Kanal. |
|      | Aeschwuhrweg-Brücke                              | Rothrist – Oftringen    |      | Strassenbrücke (zweispurig) mit Trottoir mit Rohrleitungen an der Brückenseite                                                                                | Balkenbrücke     | Beton       | 30         | 414          | Gebaut 2009 Eine historische Steinbrücke aus dem frühen 18. Jahrhundert überquerte den Fluss an dieser Stelle. Bauwerksnummer B‑7124 Verbot für Lastwagen: Ausgenommen Zubringerdienst Höchstgeschwindigkeit 50 km/h                                               |
|      | Autobahnverzweigung-Wiggertal-Brücke             | Rothrist – Oftringen    |      | Strassenbrücke (einspurig) | Balkenbrücke     | Beton       | 40         | 411          | Bauwerksnummer N2‑107 Höchstgeschwindigkeit 50 km/h Einbahnstrasse von der A2-Autobahn zur A1-Autobahn |
|      | A1-Brücke                                        | Rothrist – Oftringen    |      | Autobahnbrücke (fünfspurig), zweispurig Fahrtrichtung Oftringen, dreispurig Fahrtrichtung Rothrist mit Abzweigspur «47 Verzweigung Wiggertal» zur A2-Autobahn | Balkenbrücke     | Beton       | 30         | 414          | Eröffnet 1967 Bauwerksnummer N1‑106 Höchstgeschwindigkeit 100 km/h |
|      | Bernstrasse-Brücke (Brücke K235)                 | Rothrist – Aarburg      |      | Strassenbrücke (zweispurig) mit Trottoirs und Rohrleitung unterhalb der Brücke 235                                                                            | Balkenbrücke     | Beton       | 73         | 406          | Bauwerksnummer N1‑103 Höchstgeschwindigkeit 60 km/h Veloland-Route 34 Alter Bernerweg (Etappe 3 Burgdorf (Kirchberg)–Zofingen (Oftringen)) Limmat Bus-Buslinie 3 (Rothrist–Zofingen) Die Brücke überquert auch die A1/A2-Autobahn.                                 |
|      | SBB-Brücke                                       | Rothrist – Aarburg      |      | Eisenbahnbrücke (zweigleisig) | Fachwerkbrücke   | Stahl Beton | 90         | 400          | Höchstgeschwindigkeit 120 km/h Bahnstrecke Olten–Bern Die Brücke überquert auch die A1/A2-Autobahn. |
|      | Wiggerweg-Brücke (Erschliessungsweg über Wigger) | Rothrist – Aarburg      |      | Strassenbrücke (einspurig) | Balkenbrücke     | Beton       | 28         | 393          | Bauwerksnummer N1‑126 Fahrverbot für Motorwagen, Motorräder und Motorfahrräder: Ausgenommen Zubringerdienst |
|      | Hofmattstrasse-Brücke (Brücke K103)              | Rothrist – Aarburg      |      | Strassenbrücke (dreispurig) mit Trottoirs, einspurig Fahrtrichtung Aarburg, zweispurig Fahrtrichtung Rothrist mit Abzweigspur zur A1/A2 Autobahn 103          | Balkenbrücke     | Beton       | 30         | 398          | Bauwerksnummer N1‑124 Höchstgeschwindigkeit 60 km/h |
|      | Rohrbrücke                                       | Rothrist – Aarburg      |      | Rohrleitungsbrücke | Balkenbrücke     | Stahl Beton | 25         | 393          | Gebaut 2007 Bauwerksnummer B‑7192 |
|      | SBB-Brücke (Aarebrücke Ruppoldingen)             | Rothrist – Aarburg      |      | Eisenbahnbrücke (zweigleisig) | Hohlkastenbrücke | Beton       | 320        | 392          | Gebaut 1977/78 Höchstgeschwindigkeit 140 km/h Bahnstrecke Olten–Rothrist Die Brücke überquert hauptsächlich die Aare |
|      | Wiggerspitz-Brücke                               | Rothrist – Aarburg      |      | Fussgängerbrücke | Balkenbrücke     | Stahl Holz  | 23         | 392          | Gebaut 2011, ersetzte wegen Hochwasser im Juli 2010 abgebrochener Holzsteg Wanderweg Aarburg–Rothrist |